# Збірна Кіпру з баскетболу
Збірна Кіпру з баскетболу (грец. Εθνική ομάδα μπάσκετ της Κύπρου) — національна баскетбольна команда, яка представляє Кіпр на міжнародній баскетбольній арені. Збірна Кіпру дебютант Євробаскету.

## Історія
Кіпр вперше брав участь у відборі до Євробаскету в 1983 році та програв всі чотири гри. Не стали винятком і наступні відбори в яких кіпріоти не мали шансів. Натомість у чемпіонаті Європи серед малих країн, збірна Кіпру постійно серед призерів змагань.
Протягом кількох десятиліть на міжнародному рівні збірна Кіпру пройшла через кілька безрезультатних відбіркових циклів, а з 2005 по 2011 роки виступала у Дивізіоні B. У кваліфікаційному відборі до Євробаскета 2017, збірна Кіпру виступала у Групі А, де здобула сенсаційну перемогу над збірною Швейцарії.
У кваліфікаційному відборі Євробаскета 2022 кіпріоти на першому етапі посіли друге місце. На другому етапі посівши останнє місце вийшли до третього раунду, де програли всі чотири гри та вибули з подальшої боротьби.
У відбірковому циклі на чемпіонат світу 2023 року фінішували останніми в першому раунді та вибули з подальшої боротьби.
У березні 2022 року Кіпр вперше в історії пройшов кваліфікацію на Євробаскет, як один із співгосподарів групового етапу Євробаскету 2025. Матчі проведуть у Спортивному центрі Спіроса Кіпріану в Лімасолі.